# زيجبي
زيجبي (بالإنجليزية: Zigbee) بروتوكول شبكي جديد مبني على المعيار IEEE 802.15.4 وهذا البروتوكول أحدث تحول جذري في ميدان الصناعة وأتمتة المنازل وهو قد مكن من بناء شبكة الحساسات اللاسلكية والتحول إلى أتمتة المعامل بشكل لاسلكي. وهو اليوم يستخدم في أتمتة المنازل الذكية.
ويتميز هذا البروتوكول عن بروتوكول البلوتوث بكونه يستهلك قدر قليل من الطاقة حيث تكفي البطارية لسنتين
ويتميز أيضا بمعدل نقل منخفض للبيانات من 50 كيلو بت/ث إلى 250كيلو بت/ث وهذا كافي لنقل قيمة الحساسات ونقل الأوامر للأجهزة الأخرى.ويتمتع بمستوى جيد من الأمن فضلا أنه يمكن ربط عدد غير محدود من العقد في الشبكة على عكس البلوتوث الذي يسمح فقط لثمان أجهزة واحد سيد والباقي توابع.
كما يتميز الزيجبي عن البلوتوث بانه يستغرق وقت قليل جدا مقارنة بالبلوتوث لبدء العمل مما يجعله حلا مناسبا لأنظمة التحكم في الصناعة فهو يستهلك قدر قليل من الطاقة ولا يحتاج لوقت كبير لبدء التشغيل مما يساعد على إرسال رسائل لمركز التحكم بخصوص القراءات المختلفة وسرعة إرسال القرار.

## الاستخدامات
وتهدف البروتوكولات زيجبي للاستخدام في التطبيقات التي تتطلب جزءا لا يتجزأ من انخفاض معدلات البيانات وانخفاض استهلاك الطاقة. زيجبي التركيز الحالي هو تعريف للأغراض العامة، وغير مكلفة شبكة التنظيم الذاتي، الشبكة التي يمكن استخدامها في التحكم الصناعي وجزءا لا يتجزأ من الاستشعار عن بعد، وجمع البيانات الطبية والدخان والإنذار دخيل، وبناء الأتمتة والتشغيل الآلي للمنزل، الخ الشبكة الناتجة سوف استخدام كميات صغيرة جدا من الطاقة—الأجهزة الفردية يجب أن يكون عمر البطارية من سنتين على الأقل لتمريرشهادة زيجبي.
وتشمل مجالات التطبيق النموذجي.
الإضاءة الذكية المتطورة، السيطرة على درجة الحرارة، والسلامة والأمن، والأفلام والموسيقى—للترفيه المنزلي والتحكم
الرئيسية التوعية—استشعار المياه، وأجهزة الاستشعار السلطة، ورصد والطاقة، وأجهزة الكشف عن الدخان والنار، والأجهزة الذكية وأجهزة استشعار وصول.خدمات المحمول—م الدفع، م الرصد والمراقبة، م للأمن والتحكم في الوصول، م الرعاية الصحية ومساعدة تيلي -مبنى تجاري—الطاقة الرصد ومعدات التكييف والتهوية والإضاءة والتحكم في الوصولالنباتية الصناعية—عملية مراقبة وإدارة الأصول وإدارة البيئة وإدارة الطاقة، وجهاز التحكم الصناعية، اتصالات آلة لآلة (M2M)

## نظرة عامة
زيجبي هو منخفض التكلفة، ومنخفض الطاقة، وهو شبكة لاسلكية قياسية تستهدف تنميه واسعه لللأجهزة ذات البطاريات طويلة العمر في تطبيقات التحكم والمراقبة اللاسلكية. أجهزة زيجبي لديها معدل تاخر منخفض، مما يقلل من متوسط استهلاك التيار الكهربائي. يتم دمج رقائق زيجبي عادة مع أجهزة الراديو ومع ميكروكنترولر (اجهزة التحكم) التي لديها ما بين 60-256 كيلوبايت من ذاكرة فلاش. تعمل زيغبي في النطاقات الراديوية الصناعية والعلمية والطبية (ISM)
2.4 غيغاهرتز في معظم الولايات القضائية في جميع أنحاء العالم؛ 784 ميغاهرتز في الصين، 868 ميغاهيرتز في أوروبا و 915 ميغاهرتز في الولايات المتحدة وأستراليا. وتتراوح معدلات البيانات من 20 كيلو بيت / s (نطاق مهز 868) إلى كيلو بيت / s 250 (نطاق غز 2,4).
طبقة شبكة اتصال زيجبي تدعم أصلا كل من شبكات النجوم والشجرة، والشبكات العامة. يجب أن يكون لكل شبكة جهاز منسق واحد، مكلف بإنشائها، والسيطرة على معالمها والصيانة الأساسية. وضمن الشبكات النجمية، يجب أن يكون المنسق العقدة المركزية. كلا الأشجار وطريقه النجمة تسمح باستخدام الموجهات زيجبي لتوسيع الاتصالات على مستوى الشبكة.
زيجبي يبني على الطبقة المادية من الشبكة والتحكم في الوصول إلى الوسائط المعرفة في معيار IEEE standard 802.15.4 للوبانز WPANs منخفضة المعدل. وتشمل المواصفات أربعة مكونات رئيسية إضافية: طبقة الشبكة، وطبقة التطبيقات، كائنات جهاز زيجبي (زدوس) وكائنات التطبيق المعرفة من قبل الشركة المصنعة التي تسمح للتخصيص لصالح التكامل التام. كائنات الاجهزة ل زيجبي (زدوس) (ZDOs)هي المسؤولة عن بعض المهام، بما في ذلك تتبع أدوار الجهاز، وإدارة الطلبات للانضمام إلى شبكة، وكذلك اكتشاف الجهاز والأمن.
زيجبي هي واحدة من المعايير العالمية لبروتوكول الاتصالات صاغتها فرقة العمل الهامة في إطار IEEE standard 802.15.4
مجموعة العمل.وهي الرابعه في السلسلة، وبانمنخفضه معدل النقل / زيجبي هي الأحدث وتوفر مواصفات الأجهزة التي لديها معدلات بيانات منخفضة، تستهلك طاقة منخفضة جدا، وبالتالي تتميز بعمر البطارية الطويل. معايير أخرى مثل بلوتوث وإردا معالجة تطبيقات معدل البيانات عالية مثل الصوت،  الفيديو ولان (LAN) الاتصالات.
زيجبي هي تقنية لنقل البيانات في شبكة لاسلكية. كما يمكن وصفها بأنها تكنولوجيا لاسلكية وضعت كمعيار عالمي مفتوح لتلبية الاحتياجات الفريدة للشبكات اللاسلكية منخفضة التكلفة ومنخفضة القدرة لشبكات M2M. زيجبي لديه انخفاض استهلاك الطاقة ومصممة لأنظمة التحكم متعددة القنوات، ونظام إنذار والتحكم في الإضاءة. وهي تعمل على مواصفات IEEE standard 802.15.4 الراديوية المادية وتعمل في نطاقات غير مرخصة. بل هو أيضا أكثر اقتصادا من واي فاي وبلوتوث مما يجعلها أبسط. زيجبي يوفر القدرة على التشغيل لسنوات على بطاريات غير مكلفة لمجموعة كبيرة من التطبيقات للمراقبه. وزيجبي تدعم كل من شبكات النجوم وشبكات الأشجار وشبكة الشبكات. وهو يضمن أن تظل الشبكات قابلة للتشغيل في ظروف الجودة المتغيرة باستمرار بين عقد الاتصال المختلفه. باختلاف الطبولوجيا، يتم تمديد شبكة زيجبي مع العديد من أجهزة التوجيه حيث المنسق هو المسؤول عن ما يحصل لهم. وهي تسمح لأي أجهزة بالاتصال بأي عقدة مجاورة أخرى لتوفير تمرير للبيانات. في حالة فشل أي عقدة، يتم توجيه المعلومات تلقائيا إلى جهاز آخر بواسطة هذه الطبولوجيا. في طوبولوجيا النجوم، تتكون الشبكة من منسق واحد مسؤول عن بدء وإدارة الأجهزة عبر الشبكة. جميع الأجهزة واللبروتوكولات يمكن أن تتفاعل لأنه يحتوي على معيار موحد لنقل البيانات. ميزة زيجبي هو بروتوكول زيجبي الذي تم تصميمه لتوصيل البيانات من خلال بيئة RF التي هي شائعة في التطبيقات التجارية والصناعية. وتشمل ميزة بروتوكول دعم الطبولوجيا لشبكات متعددة مثل؛ نقطة إلى نقطة وشبكة إلى شبكة، وتجنب الاصطدام وإعادة المحاولة. ميزة أخرى مميزة من زيجبي هو توفير مرافق لتنفيذ الاتصالات الآمنة، وحماية إنشاء ونقل مفاتيح التشفير، إطارات سيفيرينغ، والسيطرة على الجهاز. وهي تستند إلى الإطار الأمني الأساسي المحدد في المعيار IEEE standard 802.15.4 .

## التاريخ
قد صممت شبكات الراديو الرقمية ذاتية التنظيم على غرار زيغبي في التسعينات. تم التصديق على مواصفات إيي 802.15.4-2003 زيجبي في 14 ديسمبر 2004. أعلن تحالف زيجبي توافر مواصفات 1.0 في 13 يونيو 2005، والمعروفة باسم مواصفات زيجبي 2004.

### مكتبة الكتلة
في سبتمبر 2006، تم الإعلان عن مواصفة زيغبي لعام 2006، التي عفا عليها الزمن كومة 2004  (2006 بشكل أساسي محل هيكل زوج الرسالة / القيمة الرئيسية المستخدم في عام 2004 مع «مكتبة الكتلة»).
المكتبة هي مجموعة من الأوامر القياسية، التي تنظم تحت مجموعات تعرف باسم مجموعات مع أسماء مثل الطاقة الذكية، أتمتة المنزل، زيجبي ضوء الارتباط.
في يناير كانون الثاني عام 2017 أنها أعادت تسميته إلى دوتدوت وأعلنت أنها بروتوكول جديد لتمثيلها من قبل التعبيرات ||: كما أعلنوا أنه سيتم الآن بالإضافة إلى تشغيل أكثر من أنواع الشبكات الأخرى باستخدام بروتوكول الإنترنت  وسوف تترابط مع غيرها من المعايير مثل الموضوع 

### زيجبي برو
زيجبي برو، المعروف أيضا باسم زيغبي 2007، المواصفات الاحترافيه المعززه، تم نشرها في 31 أكتوبر 2007، ووضعت اللمسات الأخيرة في نفس العام [بحاجة لمصدر]. زيجبي برو هو متوافق رجعيا مع اجهزة زيجبي 2006. جهاز زيجبي 2007 قد تنضم وتعمل على شبكة زيجبي 2006 والعكس بالعكس. بسبب الاختلافات في خيارات التوجيه، يجب أن تصبح الأجهزة زيجبي برو غير زيجبي التوجيه الأجهزة النهائية (زيدس) على شبكة زيجبي 2006، ويجب أن تصبح الأجهزة زيجبي 2006 زيدس (ZEDs) على شبكة زيجبي للمحترفين. تعمل التطبيقات التي تعمل على تلك الأجهزة نفسها، بغض النظر عن الملف المكدس تحتها. أول ملف تطبيق لزيجبي، أتمتة المنزل، وقد أعلن عنه في 2 نوفمبر 2007

## معايير وملامح
تم نشره ب 2002 , تحالف ZigBee هو مجموعة من الشركات التي صممت ونشرت معايير. zigbee مصطلح zigbee هو علامة تجارية مسجلة لدى هذه المجموعة وليس معيار تقني فردي.
يقوم التحالف بنشر صفحات للتطبيقات تسمح للمتعددين من باعة OEM ليصمموا منتجات متوافقة التشغيل. العلاقة بين ZigBee و IEEE 802.15.4 مشابهة للعلاقة بين IEEE 802.11 و Wi-Fi Alliance.

### العضوية في تحالف الزيجبي
تحالف ZigBee لديه ثلاث طرق للاشتراك: المتبني، المشارك، المروج. الأعضاء المتبنين يسمح لهم بولوج كامل لمواصفات ومعايير ال zigbee , اما الالاعضاء المشاركين لديهم حقوق التصويت، ولعب دور في تطوير ال ZigBee والبعض من الولوج لمواصفات ومعايير تطوير المنتجات . مستوى الترويج يتضمن الشركات التالية: كوماكات، فيليبس، ومعدات تكساس. مسنوى الترويج يتضمن هوني ويل، ايكيا، واينتل. اخيرا مستوى التبني يتضمن الشركات التالية مثل ثوشيبا، فيرزون زيبتو وتعاون بناسونيك.

### الرخصة
من أجل أسباب غير دعائية، مواصفات ال ZigBeeمتاحة بالمجان للعامة. مستوى اشتراك الدخول بتحالف ال ZigBee , يدعى بالتبني، ويوفر دخولا للموصفات الغير منشورة بعد واذنا لصنع المنتجات لاستخدام السوق.
متطلبات العضوية في تحالف ال ZigBeeتسبب مشاكل لمطوري البرمجيات الحرة لأن الرسوم السنوية تتعارض مع رخصة جنو العمومية العامة (GNU General Public Licence) ] متطلب المطور للانضمام إلى زيجبي التحالف يتعارض بشكل مماثل مع معظم تراخيص البرمجيات الحرة الأخرى.
وقد طلب من مجلس ال ZigBeeالتحالف لجعل رخصة متوافقة مع GPL ، لكنه رفض. بلوتوث has GPL licensed implementations. لدى البلوتوث تطبيقات مرخصة من GPL .

### ملامح التطبيق
الملامح الحالية لملامح التطبيق إما الصادرة، أو في الإنشاء هي [بحاجة لمصدر]:

### المواصفات الصادرة
- أتمتة المنزل 1.2
- الطاقة الذكية 1.1
- خدمات الاتصالات 1.0
- الرعاية الصحية 1.0
- التحكم عن بعد RF4CE – 1.0
- جهاز الإدخال RF4CE – 1.0
- التحكم عن بعد 2.0
- وصلة ضوئية  1.0
- بروتوكول الإنترنت 1.0
- أتمتة المباني التجارية 1.0
- بوابة 1.0
- طاقة خضراء 1.0  (اختياري بطارية أقل ميزة التحكم عن بعد زيجبي 2012)
- خدمات التجزئة

### المواصفات قيد الإنشاء
- زيجبي طاقة ذكية 2.0
- الطاقة الذكية 1.2/1.3
- وصلة ضوئية 1.1
- أتمتة المنزل 1.3

الزيجبي طاقة ذكية V2.0 تحدد مواصفات بروتوكول إنترنت لرصد ومراقبة وإبلاغ وأتمتة تسليم واستخدام الطاقة والمياه. وهو تعزيز للنسخة الزينجبي الذكية الطاقة 1 المواصفات. ويضيف خدمات للمكونات في شحن السيارة الكهربائية، وتركيب والتكوين وتحميل البرامج الثابتة، وخدمات الدفع المسبق، ومعلومات المستخدم والرسائل، والتحكم في الحمل، استجابة الطلب والمعلومات المشتركة واجهات الملف الشخصي للتطبيق للشبكات السلكية واللاسلكية. ويجري تطويره من قبل الشركاء بما في ذلك:
- هومغريد المنتدى هو المسؤول عن تسويق وإصدار الشهادات من المنتجات إيتو-T G.hn
- هومبلوغ باورلاين التحالف
- الرابطة الدولية لمهندسي السيارات ساي الدولية
- إيبسو التحالف
- سونسبيك التحالف
- واي - التحالف في.

تعتمد زيجبي الطاقة الذكية على زيجبي بروتوكولات الإنترنت، وهي طبقة شبكة تقوم بتوجيه حركة IPv6 القياسية عبر IEEE 802.15.4 باستخدام 6LoWPAN  ضغط رأس.
في عام 2009، وافق RF4CE (الترددات الراديوية للإلكترونيات الاستهلاكية) التحالف وزيجبي اتحاد لتقدم معا معيارا للراديو تردد أجهزة التحكم عن بعد. تم تصميم زيجبي RF4CE لمجموعة واسعة من منتجات الإلكترونيات الاستهلاكية، مثل أجهزة التلفاز وأجهزة فك التشفير. وعدت العديد من المزايا على حلول التحكم عن بعد القائمة، بما في ذلك الاتصالات أكثر ثراء وزيادة الموثوقية، وتعزيز الميزات والمرونة، وقابلية التشغيل البيني، ولا حاجز خط البصر. مواصفات زيجبي RF4CE يرفع بعض الوزن الشبكات ولا يدعم جميع ميزات شبكة، والتي يتم تداولها لتكوينات الذاكرة أصغر للأجهزة منخفضة التكلفة، مثل التحكم عن بعد من الإلكترونيات الاستهلاكية.
مع إدخال الملف الشخصي زيجبي RF4CE التطبيق الثاني في عام 2012 وزيادة الزخم في سوق MSO، ويقدم فريق زيجبي RF4CE لمحة عامة عن الوضع الحالي للمعايير والتطبيقات ومستقبل التكنولوجيا.

## أجهزة الراديو
وقد تم تصميم الراديو المستخدمة من قبل زيجبي الأمثل بعناية لانخفاض تكلفة الإنتاج على نطاق واسع. لديها مراحل التناظرية قليلة ويستخدم الدوائر الرقمية حيثما كان ذلك ممكنا.
على الرغم من أن أجهزة الراديو نفسها هي غير مكلفة، فإن عملية التأهل زيجبي ينطوي على التحقق الكامل لمتطلبات الطبقة المادية. وستستمتع جميع أجهزة الراديو المشتقة من نفس مجموعة قناع أشباه الموصلات التي تم التحقق منها بنفس خصائص التردد الراديوي. يمكن أن طبقة المادية غير مصدق أن الأعطال تشل عمر البطارية من الأجهزة الأخرى على شبكة زيجبي. أجهزة الراديو زيجبي لها قيود ضيقة جدا على السلطة وعرض النطاق الترددي. وهكذا، يتم اختبار أجهزة الراديو مع التوجيهات الواردة في البند 6 من المعيار 802.15.4 -2006. معظم البائعين يخططون لدمج الراديو والمتحكم على شريحة واحدة الحصول على أجهزة أصغر.
وتحدد هذه المواصفة التشغيل في النطاقات غير المرخصة من 2.4 إلى 2.4835 [30] GHZ (في جميع أنحاء العالم) و 902 إلى MHZ 928 (الأمريكتين وأستراليا) و 868 إلى 868.6 GHZ (أوروبا) نطاقات ISM. وتخصص ستة عشر قناة في النطاق GHZ 2.4، مع تباعد كل قناة بمقدار 5 مهز، على الرغم من استعمال عرض النطاق MHZ 2 فقط. وتستخدم أجهزة الراديو التشفير المباشر لتتابع الطيف الترددي الذي يديره تيار رقمي في المغير. ويستخدم التشكيل الثنائي للتبديل الطوري (BPSK) في النطاقين 868 و 915 MHZ ، ويقابل تبديل التربيع الطوري للترددات (OQPSK) الذي ينقل بتتين لكل رمز يستعمل في النطاق GHZ 2.4.
ويبلغ معدل البيانات الخام على الهواء 250 كبيت / s 250 لكل قناة في النطاق GHZ 2.4 وكبيت / s 40 لكل قناة في النطاق MHZ 915 وكبيت / s 20 في النطاق مهز 868. وستكون صبيب المعطيات الفعلية أقل من معدل البتات المحدد الأقصى نظرا للتخلف عن الرزم والتجهيز. وبالنسبة للتطبيقات الداخلية عند مسافة الإرسال 2.4 GHZ ، يمكن أن تتراوح المسافة بين 10 و 20 مترا، وهذا يتوقف على مواد البناء، وعدد الجدران التي سيتم اختراقها، وتسمح قدرة الإخراج في ذلك الموقع الجغرافي. في الهواء الطلق مع خط البصر، يمكن أن تصل إلى نطاق 1500 متر اعتمادا على إنتاج الطاقة والخصائص البيئية. وتبلغ قدرة خرج أجهزة الراديو عموما 0-20 ديسيبل (1-100 ميغاواط).

## أنواع الأجهزة وطرق التشغيل
الأجهزة زيجبي هي من ثلاثة أنواع:
- منسق زيجبي (ZC): الجهاز الأكثر قدرة، المنسق يشكل جذر شجرة الشبكة وربما جسر إلى شبكات أخرى. هناك على وجه التحديد منسق واحد زيجبي في كل شبكة لأنه هو الجهاز الذي بدأ الشبكة في الأصل (مواصفات زيجبي وصلة ضوئية كما يسمح العملية دون منسق زيجبي، مما يجعلها أكثر صالحة للاستخدام لأكثر من الجرف المنتجات المنزلية). فإنه يخزن المعلومات حول الشبكة، بما في ذلك العمل كمركز الثقة ومستودع لمفاتيح الأمن.
- زيجبي راوتر (ZR): فضلا عن تشغيل وظيفة التطبيق، يمكن للموجه بمثابة الموجه وسيطة، ويمر على البيانات من الأجهزة الأخرى.
- جهاز زيجبي إند (ZED): يحتوي على وظائف كافية للتحدث إلى العقدة الرئيسية (إما المنسق أو الموجه)؛ فإنه لا يمكن ترحيل البيانات من الأجهزة الأخرى. هذه العلاقة تسمح للعقدة لتكون نائما كمية كبيرة من الوقت مما يعطي عمر البطارية الطويل. ZED يتطلب أقل قدر من الذاكرة، وبالتالي، يمكن أن تكون أقل تكلفة لتصنيع من ZR أو ZC.

بروتوكولات زيجبي الحالية دعم منارة وغير منارة تمكين الشبكات. وفي الشبكات التي لا تعمل منارة، تستعمل آلية النفاذ إلى القناة سما / كا غير المقسمة. في هذا النوع من الشبكات، زيجبي الموجهات وعادة ما يكون مستقبلاتهم بشكل مستمر، تتطلب إمدادات الطاقة أكثر قوة. ومع ذلك، وهذا يسمح لشبكات غير متجانسة التي تتلقى بعض الأجهزة بشكل مستمر في حين أن البعض الآخر ينقل فقط عندما يتم الكشف عن التحفيز الخارجي. المثال النموذجي لشبكة غير متجانسة هو مفتاح الضوء اللاسلكي: قد تتلقى عقدة زيجبي في المصباح باستمرار، نظرا لأنه متصل بتوريد التيار الكهربائي، في حين أن مفتاح ضوء يعمل بالطاقة سيبقى نائما حتى يتم طرح المفتاح. التبديل ثم يستيقظ، يرسل الأمر إلى المصباح، يتلقى إقرارا، والعودة إلى النوم. في مثل هذه الشبكة عقدة مصباح سيكون على الأقل جهاز التوجيه زيجبي، إن لم يكن منسق زيجبي. عقدة التبديل هو عادة جهاز نهاية زيجبي.
في الشبكات التي تدعم منارة، العقد شبكة خاصة تسمى زيجبي الموجهات نقل منارات الدورية لتأكيد وجودها إلى عقد الشبكة الأخرى. العقد قد تنام بين منارات، وبالتالي خفض دورة عملهم وتمديد عمر البطارية. تعتمد فترات المنارة على معدل البيانات؛ يمكن أن تتراوح من 15.36 ميلي ثانية إلى 251.65824 ثانية عند كبيت / s 250، من 24 ميلي ثانية إلى 393.216 ثانية عند 40 كيلوبت / ثانية ومن 48 ميلي ثانية إلى 786.432 ثانية عند 20 كيلوبت / ثانية. ومع ذلك، يتطلب تشغيل دورة العمل المنخفضة مع فترات طويلة منارة توقيت دقيق، والتي يمكن أن تتعارض مع الحاجة إلى انخفاض تكلفة المنتج.
بشكل عام، بروتوكولات زيجبي تقليل الوقت الراديو على، وذلك للحد من استخدام الطاقة. في الشبكات منارة، تحتاج العقد فقط أن تكون نشطة في حين يتم إرسال منارة. في الشبكات غير المنارة، واستهلاك الطاقة غير متناظرة بالتأكيد: بعض الأجهزة هي دائما نشطة في حين أن الآخرين يقضون معظم وقتهم النوم.
باستثناء ملف الطاقة الذكية 2.0، مطلوب أجهزة زيجبي لتتوافق مع إيي 802.15.4-2003 منخفضة السعر اللاسلكية شبكة المنطقة الشخصية (LR-WPAN) القياسية. ويحدد المعيار طبقات البروتوكول الأدنى - الطبقة المادية (PHY)، وجزء التحكم في النفاذ إلى الوسائط من طبقة وصلة البيانات (DLL). ويتمثل أسلوب النفاذ الأساسي للقناة في «إحساس الموجة الحاملة وتجنب النفاذ المتعدد / الاصطدام» (CSMA/CA). أي أن العقد تتحدث بنفس الطريقة التي يتحدث بها البشر؛ فإنهم يتفحصون بإيجاز للتأكد من أن أحدا لا يتحدث قبل أن يبدأ، مع ثلاثة استثناءات ملحوظة. يتم إرسال منارات على جدول زمني ثابت ولا تستخدم سما. لا تستخدم إشعارات الرسالة أيضا سما. وأخيرا، يمكن أيضا للأجهزة الموجودة في الشبكات التي تدعم منارة والتي لديها متطلبات وقت الاستجابة الكمون المنخفض استخدام فتحات الوقت مضمونة (GTS)، والتي بحكم تعريف لا تستخدم سما.

## البرمجة
تعد  البرمجية مصممة من أجل ان يكون التطوير أسهل على المعالجات الدقيقة صغيرة الحجم وقليلة الثمن.
 طابق الشبكات 
ان من أهم المهام الرئيسية لطابق الشبكات هي تشغيل الاستخدام الامثل للطابق السفلي .و تزويد الوسيط  الامثل ليستخدم في الطابق الأعلى منه الذي يسمى بطابق التطبيقات.
 يتعامل طابق الشبكات مع الشبكات من حيث تشغيل الاتصال أو قطعه، أو من خلال عملية بناء الشبكات.
إنه يقوم بإضافة شبكة جديدة ويقوم أيضا بعملية العنونة . إضافة إلى ذلك فانه يقوم باضافة أو حذف ًا جهزة معينة .
تعمل كينونية البيانات القادمة من طابق التطبيقات على إدارة وتوجيه وحدات البيانات الموجودة في طابق  الشبكات بناء على البنية التحتية الحالية . 
ً من جهة أخرى هناك ما يسمى ب طابق التحكم الذي يقوم بمعالجة الترتيب للأجهزة المنضمة حديثا إلى  الشبكة ويقوم أيضا بإضافة شبكات جديدة . يستطيع طابق التحكم التخمين فيما إذا كان الجهاز المجاور هو أحد أعضاء الشبكة ام لا . ويستطيع أيضا البحث عن اجهزة مجاورة أخرى أو موجهات .
إن ال بروتوكول المستخدم في توجيه حزم البيانات في هذا الطابق هو  AODV
 إنه يقوم بعمل بث إلى الجميع من أجل ان يصل إلى نقطة النهاية أو المستقبل الحقيقي. حيث يقوم ببث الطلب إلى جميع الموجهات المجاورة، وبعد ذلك تقوم الموجهات المجاورة بارساله إلى جميع من  يجاورونهم .... وهكذا حتى يصل إلى نقطة النهاية .
عندما يصل الطلب إلى نقطة النهاية، يقوم المستقبل بالرد عن طريق إرسال الرد على شكل أحادي (واحد لواحد) فقط إلى الشخص المرسل باستخدام الطريق ذي القيمة الوزنية الأقل إلى أن يصل إلى المرسل الأصلي . وبعد أن يصل الرد إلى المرسل فإنه يقوم بتعديل جدول التوجيهات بناء على الأجهزة المجاورة .   
 طابق التطبيقات  
يعد طابق التطبيقات من أعلى الطوابق ويعد الرابط الأكثر فاعلية بين النظام والمستخدمين . إنه يضم غالبية مكونات النظام . إن هذا الطابق يربط الجداول، يرسل الرسائل بين الأجهزة الملزمة ،  يربط بين مجموعة من العناوين.  يعيد تجميع الحزم وأيضا ينقل البيانات ً .  
 الاتصالات واكتشاف الأجهزة
بالنسبة للتطبيقات التي تريد التواصل، فان الأجهزة المضمومة إليها يجب أن تمتلك بروتوكولاً مشتركاً بينهم (مثل نوع الرسائل وشكلها ... الخ). هذه الاصطلاحية مجموعة في ملفات خاصة.
  علاوة على ذلك فإن الربط قد تقرر بناء  على التوافق بين مدخلات ومخرجات المعرفات ً العنقودية ، والتي هي فريدة في الملف المعطى . يحتوي جدول الربط على نقطتي الانطلاق والوصول .
بالاعتماد على المعلومات المتاحة، فإن اكتشاف الأجهزة يتم عن طريق عدة طرق مختلفة . إذا كان عنوان الشبكة معروفا فإن عنوان ال  (أي تريبل أي) يتم طلبه عن طريق الاتصال الأحادي (واحد لواحد).أما إذا لم يكن فإن الطلب يكون بشكل بثي  أي للجميع . الأجهزة النهائية تقوم بالرد عن طريق العنوانين المطلوبة عندما يكون مدير الشبكة أو الموجه يرسل عناوين  جميع الأجهزة .  
هناك ما يسمى ببروتوكول الاكتشاف الممتد والذي يسمح للأجهزة الخارجية بالبحث عن الأجهزة الموجودة  في داخل الشبكة والخدمات التي تقدمها .  
الاتصال يمكن أن يحصل بعد الاتحاد . العنونة المباشرة تستخدم عناوين الراديو ومعرف نقطة النهاية . بينما العنونة غير المباشرة تستخدم جميع الحقول ذات الصلة ، وتتطلب أن يتم الإرسال إلى مدير الشبكة ،  الذي يقوم بالمحافظة على الاتحاد ويقوم بترجمة طلبات الاتصال . إن العنونة غير المباشرة مفيدة لأنها تحافظ على أن تكون بعض الأجهزة بسيطة وتقلل من حاجتها  لاستخدام الذاكرة .

## الخدمات الأمنية
من الخصائص المميزة التي يوفرها زيجبي هي الضمان والسهولة في تنفيذ الاتصالات الامنة وحماية إنشاء ونقل مفاتيح التشفير، النصوص المشفرة واجهزة التحكم
```
IEEE 802.15.4. وهي تستند إلى الإطار الأمني الأساسي المحدد في المعيار 
```

ويعتمد هذا الجزء من العمارة على الإدارة الصحيحة للمفاتيح المتماثلة والتنفيذ الصحيح للطرق والسياسات الأمنية

### النموذج الأمني الأساسي
الآلية الأساسية لضمان السرية هي الحماية التامة لجميع المواد الأساسية. يجب افتراض الثقة في التثبيت الأولي للمفاتيح، وكذلك في معالجة المعلومات الأمنية. ومن أجل تنفيذ العمل على الصعيد العالمي، يفترض توافقه العام مع السلوكيات المحددة
المفاتيح هي حجر الزاوية في بنية الأمن؛ وبالتالي فإن حماية هذه المفاتيح لها أهمية قصوى، ولا يجوز أبدا أن تنقل المفاتيح من خلال قناة غير آمنة. يحدث استثناء لحظي لهذه القاعدة أثناء المرحلة الأولية من إضافة جهاز غير معرف مسبفا إلى الشبكة. ويجب أن تعطى عناية خاصة للنواحي الأمنية في شبكة زجبي ، لأن الاجهزة الخارجية يمكنها الوصول إلى الشبكات الخاصة. كما أن حالة بيئة العمل لا يمكن التنبؤ بها
ضمن مجموعة طبقات البروتوكول، طبقات الشبكة المختلفة لاتكون مشفرة عندما يتم فصلها، لذلك هناك حاجة إلى سياسات وضوابط الوصول، ويتم افتراض التصميم التقليدي. يسمح نموذج الثقة المفتوحة داخل الجهاز بتشارك المفتاح، مما يقلل بشكل ملحوظ من التكلفة المحتملة. ومع ذلك، فإن الطبقة التي تتنشأ (الفريم) هي مسؤولة عن أمنها. وفي حالة وجود أجهزة ضارة، يجب تشفير كل البيانات المحمولة على الطبقة الثالثة (نتوورك لاير)، وبالتالي يمكن قطع تناقل البيانات غير المصرح بها فورا. والاستثناء، مرة أخرى، هو نقل مفتاح الشبكة، الذي يمنح طبقة أمنية موحدة للشبكة، إلى جهاز توصيل جديد

### بنية الأمن
يستخدم زيجبي مفاتيح حجمها 128 بت لتنفيذ آلياته الأمنية. ويمكن ربط أحد المفاتيح إما بشبكة يمكن استخدامها بواسطة كل من طبقات زيجبي وطبقة ماك الفرعية أو إلى رابط اتصال مكتسب من خلال ما قبل التثبيت أو الاتفاق أو النقل. ويستند إنشاء مفاتيح روابط الاتصال إلى مفتاح رئيسي يتحكم في المراسلات الرئيسية للروابط., في نهاية المطاف، على الأقل، يجب الحصول على المفتاح الرئيسي الأولي من خلال وسيلة آمنة (النقل أو ما قبل التثبيت)، حيث يعتمد أمن الشبكة بأكملها على ذلك. تكون الروابط والمفاتيح الرئيسية مرئية فقط لطبقة التطبيق (ابليكشنن لاير). وتستخدم الخدمات المختلفة اشكال مختلفة في اتجاه واحد لمفتاح الرابط لتجنب تسرب البيانات والمخاطر الأمنية
توزيع المفاتيح هو واحد من أهم الوظائف الأمنية للشبكة، الشبكة الامنة تعين جهازخاص واحد فقط يعتبر مركز الثقة لتوزيع مفاتيح الامان لبقية اجهزة الشبكة. من الناحية المثالية، سيكون محمل مسبقا لدى الأجهزة الأخرى عنوان مركز الثقة والمفتاح الرئيسي الأولي ؛ وفي حال حصول ضعف مؤقت في الشبكة، سيتم إرساله كما هو موضح أعلاه. وستستخدم التطبيقات النموذجية التي لا تحتاج إلى احتياجات أمنية خاصة مفتاح الشبكة الذي يوفره مركز الثقة (من خلال القناة غير الآمنة في البداية) للاتصال
وهكذا، يحتفظ مركز الثقة بكل من مفتاح الشبكة ويوفر الأمن من نقطة إلى نقطة. اجهزة الشبكة سوف تقبل فقط الاتصالات التي تنشأ باستخدام المفتاح المقدم من مركز الثقة، باستثناء المفتاح الرئيسي الأولي. وتتوزع بنية الأمن بين طبقات الشبكة على النحو التالي
1_ تكون طبقة ماك الفرعية قادرة على اتصالات موثوقة لقفزة واحدة.فقط، وكقاعدة عامة، يتم تحديد مستوى الأمان الذي يجب استخدامه من قبل الطبقات العليا
2- تقوم الطبقة الثالثة (نتوورك لاير) بإدارة التوجيه (راوتينغ)، ومعالجة الرسائل المستلمة، والقدرة على تقديم طلبات البث. وتستخدم ال (الفريم) الصادرة مفتاح الرابط (لينك) المناسب وفقا للتوجيه إذا كان متوفرا؛ وإلا، سيتم استخدام مفتاح الشبكة لحماية حمولة البيانات القادمة من الأجهزة الخارجية.
3- تقدم طبقة التطبيقات (ابليكشن لاير) خدمة إنشاء ونقل المفتاح لكل من (زد دي أو) والتطبيقات
وتستند البنية التحتية لمستويات الأمن على كسم *، مما يضيف ميزات التشفير والتكامل فقط إلى كسم.
وفقا لموقع مجلة الكمبيوتر الألمانية، فأن زيجبي لأتمتة المنزل (1.2) يستخدم مفاتيح احتياطية للتفاوض على التشفير والتي هي معروفة ولا يمكن تغييرها. وهذا يجعل التشفير ضعيف للغاية.